# Andotrope
Ein Andotrope (englisch, zu deutsch etwa „Andotrop“) ist ein Gerät, welches das allseitige Betrachten eines zweidimensionalen Videos oder Bildes ermöglicht. Dies bedeutet, dass ein Video bzw. ein Bild rund herum von allen Seiten des Raumes aus betrachtet werden kann und die Sicht nicht wie bei herkömmlichen Bildschirmen auf eine Perspektive beschränkt ist.

## Name und Idee
Der Name des Gerätes leitet sich von seinem Erfinder Mike Ando und der Endung -trope (altgriechisch τρόπος, deutsch „drehen“) ab. Die Idee kam Ando durch die Darstellung von Gehn’s Holographic Imager im Spiel Riven – The Sequel to Myst. Das Andotrope von Ando stellt optisch einen Nachbau dieses Gerätes dar, unterscheidet sich allerdings aus technischer Sicht schon allein dadurch davon, dass es sich bei der Darstellung des Bildes nicht um ein dreidimensionales Hologramm handelt und das Bild allseitig betrachtet werden kann.

## Funktionsweise
Das Gerät besteht allgemein aus einem zylinderförmigen Gehäuse, in dem mindestens ein festsitzender Bildschirm verbaut ist. Das Gehäuse hat an den Stellen jedes Bildschirms einen Schlitz, durch den das Bild von außen betrachtet werden kann. Wenn sich mindestens zwei Bildschirme im Gehäuse befinden, müssen diese dabei das gleiche Bild zeigen bzw. synchron das entsprechende Video abspielen. Das Gehäuse befindet sich auf einer elektronisch steuerbaren Drehscheibe, welche dieses in Rotation versetzen kann. Durch diese Rotation entsteht der Effekt der stroboskopischen Bewegung eines Filmprojektors, wobei die einzelnen Sequenzen beim Betrachter ein flüssiges Bild ergeben. Ando gibt an, dass sein Gerät sich mit bis zu 1200 Umdrehungen pro Minute drehen und dadurch und durch die Verwendung von zwei Bildschirmen ein Video mit etwa 40 Bildern pro Sekunde erzeugen kann.
Die Bildschirme müssen laut Ando außerdem einige wichtige Kriterien erfüllen, um für die Verwendung im Andotrope geeignet zu sein:
- kein Flackern
- hohe Helligkeit
- starke Resistenz (durch hohe Drehzahl)

Die Funktionsweise ähnelt der eines Zoetrops, allerdings unterscheidet sie sich aus technischer Sicht in einigen Punkten.

## Andotrope in den Medien
Die Erfindung wurde medial allgemein positiv aufgenommen. So veröffentlichte beispielsweise das australische Diyode Magazine ein Interview mit Ando, in dem das Gerät und der Entwicklungsvorgang genauer betrachtet wurden. Auch deutschsprachige Magazine haben schon über das Andotrope berichtet. Auf dem YouTube-Kanal von The Action Lab wurde im November 2024 ein Video zu dem Thema veröffentlicht, in dem ein Andotrope mit Hilfe eines 3D-Druckers und zwei Smartphones selbst hergestellt wurde.